# Homoporus maharashtriensis
Homoporus maharashtriensis is een vliesvleugelig insect uit de familie Pteromalidae. De wetenschappelijke naam is voor het eerst geldig gepubliceerd in 2009 door Narendran & Girish Kumar.